# Concert in Argentina
Concert in Argentina — концертный альбом американских джазовых пианистов Эрла Хайнса, Тедди Уилсона, Эллиса Ларкинса и Мэриан Макпартлэнд, записанный во время концерта в Буэнос-Айресе в 1974 году. Выпуск альбома состоялся в 1974 году на лейбле Halcyon Records.

## Отзывы критиков
| Оценки критиков                            | Оценки критиков |
| Источник                                   | Оценка          |
| ------------------------------------------ | --------------- |
| AllMusic                                   | ·               |
| The Encyclopedia of Popular Music          | [ 4 ]           |
| MusicHound Jazz: The Essential Album Guide | [ 5 ]           |
| The Rolling Stone Jazz & Blues Album Guide | [ 6 ]           |

Скотт Яноу в рецензии для AllMusic написал, что Макпартлэнд демонстрирует свою многогранность в попурри Дюка Эллингтона, Уилсон играет безупречно, Ларкинс как обычно сдержан в своих балладах, а Хайнс — самый безрассудный (и захватывающий) импровизатор.

## Список композиций
Marian McPartland
1. «Rockin in Rhythm» — 3:58
2. «Time and Time Again» — 4:30
3. «Wave» — 3:40
4. Medley: «I Let a Song Go Out of My Heart / I Got It Bad / It Don’t Mean a Thing If It Ain’t Got That Swing / Satin Doll / Caravan» — 9:15

Teddy Wilson
1. Medley: «It Ain’t Necessarily So / Bess, You Is My Woman /Liza» — 4:44
2. Medley: «Rhapsody in Blue / The Man I Love / Someone to Watch Over Me / Lady Be Good» — 4:28
3. «Rosetta» — 3:20
4. «Ain’t Misbehavin’» — 2:36
5. «Body and Soul» — 2:55
6. «Flying Home» — 2:36

Ellis Larkins
1. «Perfidia» — 4:05
2. «Blues in the Night» — 3:46
3. «Blues in My Heart» — 4:46
4. «Ill Wind» — 3:50
5. «Things Ain’t What They Used to Be» — 4:51

Earl Hines
1. Medley: «Black Coffee / I’ve Got The World on a String» — 4:46
2. «Close to You» — 5:20
3. Medley: «The Girl from Ipanema / Bluesette / A Pretty Girl Is Like a Melody / Sweet Lorraine / Tea for Two» — 11:26